# Shawn Martín
Shawn Hasani Martín Henríquez (ur. 15 lutego 1987 w Managui) – salwadorski piłkarz pochodzenia nikaraguańskiego występujący na pozycji prawego pomocnika, obecnie zawodnik Isidro Metapán.

## Kariera klubowa
Martín przyszedł na świat w stołecznym nikaraguańskim mieście Managua, dokąd jego rodzice, rodowici Nikaraguańczycy, przeprowadzili się z Bluefields. Kiedy miał dwa lata, razem z nimi, a także swoim bratem i siostrą wyemigrował do Salwadoru z powodu konfliktów w ojczyźnie. Tam zaczął uczęszczać do szkoły, a także na treningi do zespołu piłkarskiego CD Luis Ángel Firpo. W 2005 roku otrzymał salwadorskie obywatelstwo. Seniorską karierę piłkarską rozpoczynał w jednej z najbardziej utytułowanych drużyn w kraju – CD Águila. W salwadorskiej Primera División zadebiutował jako osiemnastolatek, natomiast w wiosennych rozgrywkach Clausura 2006 wywalczył z nim pierwsze w karierze mistrzostwo Salwadoru. Kilka lat później, podczas rozgrywek Apertura 2009, zdobył tytuł wicemistrzowski i sukces ten powtórzył też pół roku później, w Clausura 2010. Drugie mistrzostwo kraju osiągnął podczas sezonu Clausura 2012.
Latem 2012 Martín odszedł do ekipy AD Isidro Metapán.

## Kariera reprezentacyjna
Martín początkowo występował w młodzieżowych salwadorskich kadrach, a pierwsze powołanie do seniorskiej reprezentacji Salwadoru otrzymał w wieku dwudziestu lat od meksykańskiego szkoleniowca Carlosa de los Cobosa. Tym samym został drugim w historii naturalizowanym piłkarzem w kadrze tego kraju, po Vladanie Viceviciu. W drużynie narodowej zadebiutował 13 października 2007 w zremisowanym 2:2 meczu towarzyskim z Kostaryką, w tym samym występie zdobywając także premierowego gola w reprezentacji. Wystąpił w ośmiu meczach wchodzących w skład eliminacjach do Mistrzostw Świata 2010, podczas których zdobył dwa gole w spotkaniu z Anguillą (12:0) oraz jednego w konfrontacji z Surinamem (2:0), jednak Salwadorczycy nie zdołali się zakwalifikować na mundial.
W 2009 roku Martín został powołany na Puchar Narodów UNCAF, gdzie wystąpił w czterech spotkaniach i pomógł Salwadorowi zająć trzecie miejsce w rozgrywkach. W 2011 roku znalazł się w ogłoszonym przez urugwajskiego selekcjonera Rubéna Israela składzie na Złoty Puchar CONCACAF. Tam z kolei rozegrał dwa mecze, a jego reprezentacja odpadła z turnieju w ćwierćfinale.